# Римские договоры (1941)
Римские договоры 1941 года — три межгосударственных договора, заключенные фашистской Италией и Независимым Государством Хорватия (НГХ) 18 мая 1941 года, после разгрома Королевства Югославия Германией и Италией и провозглашения НГХ (10 апреля 1941). Договоры определяли размежевание между НГХ и Италией, уступая последней часть земель, до того входивших в Хорватскую бановину, которые Италией были в основном включены в состав губернаторства Далмация; кроме того, договоры запрещали Хорватии развертывать военно-морские силы в Адриатическом море и ограничивали передвижение её войск в контролируемой Италией части НГХ; НГХ обязывалось согласовывать с Италией свою обороную и внешнюю политику; было установлено, что правительство НГХ предложит королевский престол Хорватии члену Савойского дома, назначенному итальянским королём Виктором Эммануилом III. Договоры были в одностороннем порядке отменены возглавителем НГХ Анте Павеличем 10 сентября 1943 года, вскоре после капитуляции Италии.
Положения заключённых с Италией соглашений при их полном исполнении превращали бы НГХ в протекторат Италии, чего в действительности не произошло ввиду того, что они в полной мере никогда не были исполнены обеими сторонами, а фактическое влияние Германии на руководство НГХ всегда было сильнее влияния Италии.

## Предыстория
Притязания на Балканы и в частности территории Югославии, особенно на Хорватию, Далмацию, Черногорию и Македонию, как бывшие земли Римской империи, у итальянских ирредентистов появились ещё в XIX веке. Победа Италии в Первой мировой войне с последующим присоединением некоторых бывших австрийских приморских территорий, а также приход в 1922 году к власти фашистов усилили эти притязания. В мае 1939 года Италия оккупировала Албанию создав там плацдарм для дальнейшего вторжения в Грецию (октябрь 1940) и Югославию.
После вступления Италии во Вторую мировую войну в июне 1940 года и её неудач в Греции в конце того же года, последующие операции на Балканах весной 1941 года Италия и Германия проводили совместно, при участии союзных им Венгрии и Болгарии, претендовавших на отдельные территории Югославии.
После оккупации Югославии, между союзниками европейских стран «оси» начался раздел территорий. Основные переговоры велись с апреля и их итоги были утверждены 21-22 апреля 1941 года на встрече министров иностранных дел Германии и Италии в Вене. По итогам переговоров Королевство Югославия ликвидировалось как самостоятельное государство. Вместо него возникало три основных образования: Независимое Государство Хорватия, так называемая Недичевская Сербия и Королевство Черногория. При этом значительная часть бывшей Хорватской бановины отходило Италии или в зону её контроля (юго-западная часть), а северо-восточная — под контроль Германии. В Сербии (без Воеводины и Вардарской бановины) управление осуществлялось немецкой военно-оккупационной  администрацией, в Королевстве Черногория управление де-факто осуществлялось итальянской администрацией.

## Переговоры, подписание соглашений, дальнейшие события

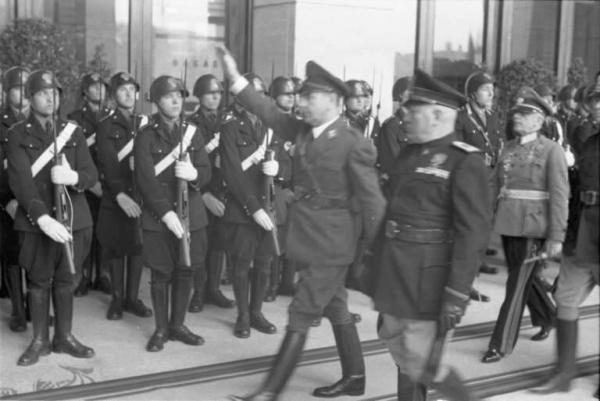
Анте Павелич и Бенито Муссолини в Риме 18 мая 1941 года.

Анте Павелич и министр иностранных дел Италии Галеаццо Чиано провели первый раунд переговоров по определению границ между НГХ и Италией в Любляне 25 апреля. Первоначально Чиано претендовал на полосу земли вдоль всего Адриатического побережья, соединяющую Словенские земли и Черногорию. После того как Павелич заявил, что таковое будет стоить ему его поста, Чиано выдвинул другое, более скромное требование — в основном в пределах бывшего Королевства Далмация, а также договор, юридически ставящий НГХ в форватер Италии в области военной, политической и экономической политики Павелич просил Чиано оставить Сплит, Дубровник и несколько островов Адриатического моря за НГХ и создать таможенный союз между странами. На следующий день Муссолини согласился с просьбой Павелича, за исключением того, что касалось Сплита. Второй раунд переговоров прошёл в Загребе 29 апреля и касался назначения короля Хорватии; Сплит было решено передать Италии. 7 мая Павелич и Муссолини встретились в Монфальконе, где продолжили обсуждение деталей предстоящих соглашений.
18 мая 1941 года в Палаццо Венеция в Риме правительствами обеих сторон договоры были подписаны.
18 мая 1941 года итальянский принц Аймоне ди Торино под именем Томислав II был провозглашён королём НГХ (официально Королевства Хорватия). Роль Томислава II в новом государстве была чисто номинальной, так как вся реальная власть находилась в руках движения усташей и его вождя (поглавника) Анте Павелича; монарх так ни разу и не посетил территорию НГХ. В оккупированной Югославии вскоре после нападения Германии на СССР (22 июня 1941) развернулись вооружённое сопротивление со стороны поддерживаемых СССР партизанских отрядов — как против итало-германских оккупантов, так и местных союзных им сил.
По возвращении в Загреб, 21 мая Павелич и Славко Кватерник имели длительный разговор с германским посланником в Загребе Зигфридом Каше, в ходе которого Павелич пояснил, особо подчеркнув, что заключённые в Риме договоры не препятствуют тому, чтобы его правительство обращалось за военной помощью к Германии, и просил, чтобы германский полномочный военный представитель генерал Эдмунд Глез-Хорстенау оставался в Загребе.
8 сентября 1943 года, после секретных переговоров длившихся более месяца, Италия, оказавшаяся на грани полного поражения, в ходе высадки союзников по Антигитлеровской коалиции на Сицилию, капитулировала. После этого, в ходе Операции «Ось» немецкие войска заняли все итальянские оккупационные зоны в Европе, в том числе и в бывшей Югославии. Итальянские войска были разоружены. 10 сентября 1943 года Анте Павелич в одностороннем порядке объявил о выходе НГХ из соглашений, заявив при том, что итальянская сторона не исполнила ни одного обязательства по договорам; 20 сентября правительство НГХ распространило своё управление на хорваткие территории: как те, что были в составе Югославии, так и те, что относились к Италии. Де-юре же Римские договоры утратили силу после подписания в 1947 году Парижского мирного договора с Италией, по итогам которого Италия возвращала Югославии все ранее оккупированные земли, включая Риеку.